# لويزا أميرة بريطانيا العظمى
الأميرة لويزا لبريطانيا العظمى (بالإنجليزية: Princess Louisa of Great Britain)‏ (لويز آن; 19 مارس 1749 - 13 مايو 1768) كانت حفيدة جورج الثاني ملك بريطانيا العظمى وشقيقة الملك جورج الثالث.

## حياتها
ولدت الأميرة لويزا يوم 19 مارس 1749 في قصر ليستر بمنطقة وستمنستر لندن، تم تعميدها في 11 أبريل هي ابنة فريدريك أمير ويلز الابن الأكبر لجورج الثاني وكارولين أميرة أنسباخ أمها هي أوغستا أميرة ساكس-غوتا-ألتينبورغ و عرابها هو فريديريك الثاني لاندغراف هسن كاسل  وعماتها هما لويزا ملكة الدنمارك والنرويج و آن أميرة أورانج. كانت قريبة جدا من أختها كارولين ماتيلدا بسبب تقارب سنهما 

## معرض الصور

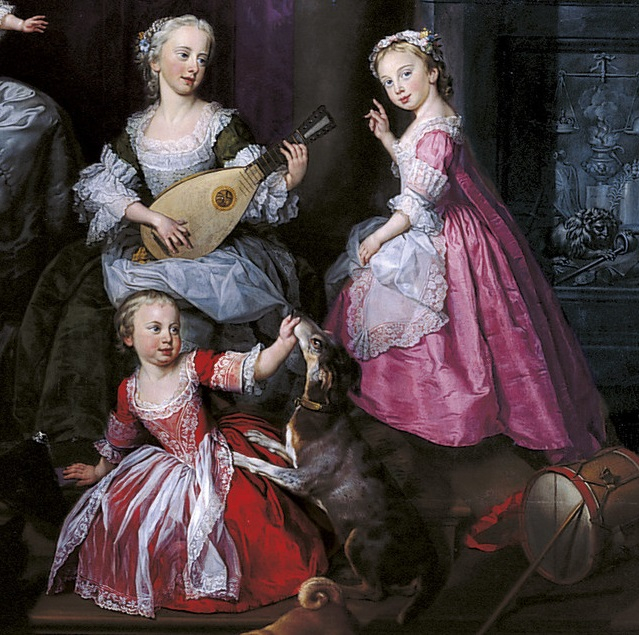
لويزا (يمين) مع أختها الكبرى إليزابيث (يسار) وأخوهما الصغير فريديربك (أسفل) في صورة لإجتماع عائلي سنة 1751.
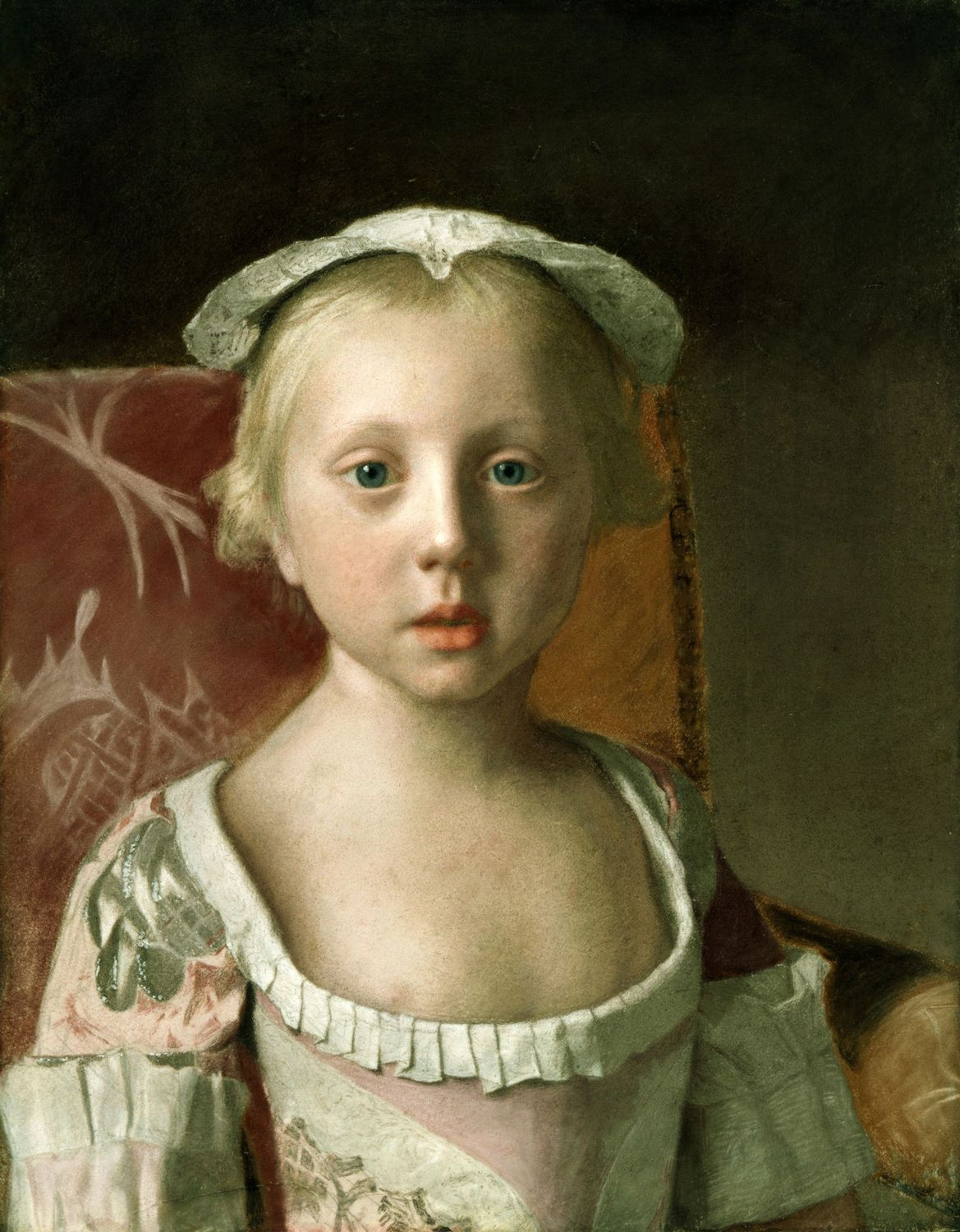
لوحة للأميرة لويزا للرسام  جان إيتيان ليوتارد، 1754